# NGC 1718
NGC 1718 је расејано звездано јато у сазвежђу Златна риба које се налази на NGC листи објеката дубоког неба.
Деклинација објекта је - 67° 3' 3" а ректасцензија 4h 52m 25,4s. Привидна величина (магнитуда) објекта NGC 1718 износи 12,3. NGC 1718 је још познат и под ознакама ESO 85-SC10.